# چارلز دادلی
چارلز دادلی (انگلیسی: Charles Dudley؛ ‏ ۱ اکتبر ۱۸۸۳ – ۹ مارس ۱۹۵۲) چهره‌پرداز، بازیگر و کارگردان اهل ایالات متحده آمریکا بود.

## گزیدهٔ فیلم‌شناسی
- شاگرد قصاب
- پادوی هتل
- مهتاب
- فضاهای کاملاً باز